# アントニオ・コンテ
アントニオ・コンテ（Antonio Conte, 1969年7月31日 - ）は、イタリア・レッチェ出身の元サッカー選手、現サッカー指導者。現役時代のポジションはミッドフィールダー。元イタリア代表。

## クラブ経歴
父親はアマチュアのサッカー選手で、レッチェでレンタカーショップを経営していた。また、父親は、ユヴェンティア・レッチェというサッカークラブのオーナーでもあり、そこでサッカーを始めた。13歳の時、活躍がUSレッチェの目に留まり、レッチェの下部組織に入団した。この頃のチームメートには、フランチェスコ・モリエーロやジャンルカ・ペトラーキらが居た。1986年4月6日のピサ戦でプロデビューを果たした。チームは低迷し、セリエB降格が決定した。1988-89シーズン、チームはようやくセリエAに複帰、このシーズン、カルロ・マッツォーネ監督から多くの試合で起用された。1989-90シーズン、レギュラーに定着して28試合に出場し、1989年11月5日のナポリ戦で初得点を決めた。1990年頃には、既にビッククラブから関心を持たれる選手へと成長していた。
1991-92シーズン、ジョバンニ・トラパットーニが獲得を希望して、ユヴェントスFCに移籍した。しかし、移籍初年度は、リーグ戦15試合の出場に留まった。翌1992-93シーズンにレギュラーの座を得て、公式戦47試合に出場し、UEFAカップ優勝を果たした。1994-95シーズンは、怪我がありながらも、公式戦32試合に出場し、リーグ優勝とコッパ・イタリア優勝を果たした。1995-96シーズン、9月13日、チャンピオンズリーグのボルシア・ドルトムントとの対戦で初めてキャプテンを務めた。決勝のアヤックス戦で先発、優勝を果たしたが、負傷により、ウラジミール・ユーゴヴィッチとの途中交代を強いられた。ジャンルカ・ヴィアリ退団後は、アレッサンドロ・デル・ピエロに受け継がれるまで、チームのキャプテンを務めていた。1996-97シーズン、代表戦での負傷により、インターコンチネンタルカップ、チャンピオンズリーグ決勝に出場出来なかった。1997-98シーズン、怪我も癒え、年間44試合で6得点、リーグ制覇も果たした。その後、2001-02シーズンと2002-03シーズンにはリーグ2連覇に貢献。2003-04シーズン、4月4日のインテル戦でキャリア最後の出場を果たした。クラブからは契約延長のオファーを受けたが、35歳での引退を選択した。

## 代表経歴
イタリア代表では、通算20試合に出場した。1994年5月27日、アリゴ・サッキ監督により、ワールドカップに向けたフィンランドとのテストマッチに起用され、代表デビュー。アメリカW杯では、準々決勝のスペイン戦、準決勝のブルガリア戦で起用された。しかし、決勝のブラジル戦では起用されなかった。
1996年のユーロは、UEFAチャンピオンズリーグ決勝のアヤックス戦での怪我により、代表入りを逃した。その後、1996年10月9日のワールドカップ予選、ジョージア戦で怪我を負い、長期離脱した。ディノ・ゾフ監督体制でも多くの試合に召集され、1999年3月27日、EURO予選のデンマーク戦で代表初得点を決めた。2000年のユーロでは、3試合に出場した。グループリーグ初戦のトルコ戦では、オーバーヘッドでゴールを奪った。しかし、準々決勝のルーマニア戦で、ゲオルゲ・ハジから悪質なタックルを受けて負傷、決勝を含む以降の試合には出場出来ず、この試合が代表チームでの最後の試合となった。

## 指導者経歴
引退後は指導者の道へ進み、2006-07シーズンはセリエBのアレッツォで監督を務めたが、成績不振により辞任した。2007年末には、セリエBのASバーリ監督に就任。2008-09シーズンにはチームをセリエA昇格に導き、古巣ユヴェントスの監督就任が噂されたが、バーリとの契約を延長した。しかし、直後に契約解除となる。その後、開幕4試合で解任されたアンジェロ・グレグッチの後任としてアタランタBCの監督に就任。しかし、就任早々にクラブの主将だったクリスティアーノ・ドニと対立。就任後13試合で勝ち点13に終わり、コンテ自身から辞任を申し出た。
その後2010年5月にセリエBのACシエナの監督に就任。2トップに加え、両ウイングを配した「4-2-4」システムを用い、シエナをわずか1年でセリエA復帰に貢献した。しかし、主審への抗議や先輩への侮辱ともいえる発言をし退席や２万ユーロの罰金が話題になっている。

### ユヴェントス
2011年5月、解任されたルイジ・デルネーリの後任として古巣のユヴェントスFCの監督就任が決定。就任当初は懐疑的な声が上がったものの、「闘将｣とよばれた現役時代と同様にチームをタッチライン際で鼓舞する姿を見せ、2002-03シーズン以来（カルチョポリで剥奪されたタイトルを含めると2005-06以来）のセリエA優勝、しかも23勝15分という無敗での優勝に導いた。2012年5月、2013年までの契約を2015年まで延長した。
ACシエナ時代に八百長を知りながら告発しなかった罪に問われ、裁定の結果10か月の資格停止処分を受けた（その後処分は4ヶ月に短縮）。復帰するとハンデをものともせず、2012-13シーズンも優勝し、さらに2013-14シーズンのセリエAも優勝し3連覇を達成し、さらに勝点102という欧州記録を達成した。
2014年7月15日、ユヴェントスの監督を退任したことがクラブの公式サイトで発表された。

### イタリア代表
2014年8月14日、イタリア代表の監督に就任した。自身初のナショナルチームの監督就任である。UEFA EURO 2016出場に導くものの、2016年3月、イタリアサッカー協会は、UEFA EURO 2016終了後にアントニオ・コンテ監督が退任すると発表。同大会ではラウンドオブ16でスペインに勝利し同チームの大会3連覇を阻止し、イタリア代表をベスト8に導いた。

### チェルシーFC
2016年4月4日、2015-16シーズンは10位に低迷したチェルシーFCの監督就任が決定。契約期間は3年間。
序盤戦は強豪であるリバプールとアーセナルに完敗し解任報道も出たが、その後3バックを導入しクラブ新記録となる13連勝を記録した。また、プレミアリーグ史上初となる月間最優秀監督賞を3ヶ月連続で受賞した。後半戦はややペースダウンしたものの、首位をキープし、2017年5月12日のアウェーでのウエストブロミッチ戦で1-0で勝利し、チェルシーFCの2年ぶりの優勝を決めた。
しかし、翌2017-18シーズンは5位で終了。FAカップこそ優勝したものの、UEFAチャンピオンズリーグ出場権を逃した責任を取らされ、2018年7月14日に解任された。

### インテル・ミラノ
2019年5月31日、インテルナツィオナーレ・ミラノの監督に就任したことが発表された。契約は3年。
2020-21シーズン、インテルはユヴェントスの連覇を9で止め、10年ぶりのスクデットを達成した。しかし、シーズン終了後に経営陣との対立が表面化し、5月25日に監督を辞任することが発表された。

### トッテナム・ホットスパー
2021年11月2日、解任されたヌーノ・エスピーリト・サントの後任としてトッテナム・ホットスパーFCの監督に就任。2023年夏までの契約で延長オプションが付帯する。就任1年目の2021-22シーズンは、就任時にプレミアリーグ9位と低迷していた同クラブの4位フィニッシュを成功させ、UEFAチャンピオンズリーグ出場権を獲得した。
2023年3月18日、サウサンプトンFC戦で2点リードを守り切れず3-3の引き分けに終わると、試合後のインタビューで選手・フロントに対して不満を爆発させた。3月26日、クラブと双方合意のもとで契約を解除し、トッテナムの監督を退任した。

### ナポリ
2024年6月5日、SSCナポリの監督に就任した。契約期間は2027年6月までの3年となる。
采配初年度の2024-25シーズンから結果を出し、前年の10位から巻き返してセリエA優勝を果たした。

## 私生活
2013年6月10日、10年間にわたって交際していたイタリア人女性と結婚。2人の間には娘がいる。

## 監督成績
2024年6月7日現在
| クラブ                   | 国               | 就任           | 退任           | 記録 | 記録 | 記録 | 記録 | 記録  | 記録 | 記録 | 記録   |
| クラブ                   | 国               | 就任           | 退任           | 試   | 勝   | 分   | 敗   | 得    | 失   | 差   | 勝率   |
| ------------------------ | ---------------- | -------------- | -------------- | ---- | ---- | ---- | ---- | ----- | ---- | ---- | ------ |
| アレッツォ               | イタリアの旗     | 2006年7月1日   | 2006年10月31日 | 12   | 1    | 7    | 4    | 4     | 10   | −6   | 008.33 |
| アレッツォ               | イタリアの旗     | 2007年3月13日  | 2007年6月12日  | 15   | 8    | 3    | 4    | 22    | 17   | +5   | 053.33 |
| バーリ                   | イタリアの旗     | 2007年12月27日 | 2009年6月23日  | 67   | 32   | 20   | 15   | 98    | 63   | +35  | 047.76 |
| アタランタ               | イタリアの旗     | 2009年9月21日  | 2010年1月7日   | 14   | 3    | 4    | 7    | 14    | 21   | −7   | 021.43 |
| シエナ                   | イタリアの旗     | 2010年7月1日   | 2011年5月21日  | 44   | 22   | 14   | 8    | 71    | 38   | +33  | 050.00 |
| ユヴェントス             | イタリアの旗     | 2011年5月22日  | 2014年7月15日  | 151  | 102  | 34   | 15   | 280   | 101  | +179 | 067.55 |
| イタリア代表             | イタリアの旗     | 2014年8月14日  | 2016年7月2日   | 25   | 14   | 7    | 4    | 34    | 21   | +13  | 056.00 |
| チェルシー               | イングランドの旗 | 2016年7月3日   | 2018年7月13日  | 106  | 69   | 17   | 20   | 212   | 102  | +110 | 065.09 |
| インテル                 | イタリアの旗     | 2019年5月31日  | 2021年5月26日  | 102  | 64   | 23   | 15   | 214   | 102  | +112 | 062.75 |
| トッテナム・ホットスパー | イングランドの旗 | 2021年11月2日  | 2023年3月26日  | 76   | 41   | 12   | 23   | 136   | 85   | +51  | 053.95 |
| ナポリ                   | イタリアの旗     | 2024年6月5日   |                |      |      |      |      | —     |      |      |        |
| 合計                     | 合計             | 合計           | 合計           | 612  | 356  | 143  | 113  | 1,085 | 560  | +525 | 058.17 |

## 代表歴
- イタリア代表 1994-2000
  - 代表デビュー：1994年5月27日 vs フィンランド
  - 代表通算：20試合出場 2得点

## タイトル

### 選手
- ユヴェントス
  - セリエA：5回（1994-95, 1996-97, 1997-98, 2001-02, 2002-03）
  - コッパ・イタリア：1回（1994-95）
  - UEFAチャンピオンズリーグ：1回（1995-96）
  - UEFAカップ：1回（1992-93）
  - スーペルコッパ・イタリアーナ：4回（1995, 1997, 2002, 2003）
  - インターコンチネンタルカップ：1回（1996）
  - UEFAスーパーカップ：1回（1996）
  - UEFAインタートトカップ：1回（1999）

### 指導者

#### クラブ
- ASバーリ
  - セリエB：1回（2008-09）

- ユヴェントスFC
  - セリエA：3回（2011-12, 2012-13, 2013-14）
  - スーペルコッパ・イタリアーナ：2回（2012, 2013）

- チェルシーFC
  - プレミアリーグ：1回（2016-17）
  - FAカップ：1回（2017-18）

- インテル
  - セリエA：1回（2020-21）

- SSCナポリ
  - セリエA：1回（2024-25）

#### 個人
- プレミアリーグ月間最優秀監督：3回（2016年10月, 2016年11月, 2016年12月）
- プレミアリーグ年間最優秀監督：1回（2016-17）